# Walckenaeria minuscula
Walckenaeria minuscula är en spindelart som beskrevs av Holm 1984. Walckenaeria minuscula ingår i släktet Walckenaeria och familjen täckvävarspindlar.
Artens utbredningsområde är Kenya. Inga underarter finns listade i Catalogue of Life.